# Danh sách tiểu hành tinh: 18301–18400
| Tên                | Tên đầu tiên | Ngày phát hiện       | Nơi phát hiện          | Người phát hiện                |
| ------------------ | ------------ | -------------------- | ---------------------- | ------------------------------ |
| 18301 Konyukhov    | 1979 QZ9     | 27 tháng 8 năm 1979  | Nauchnij               | N. S. Chernykh                 |
| 18302 -            | 1980 FL3     | 16 tháng 3 năm 1980  | La Silla               | C.-I. Lagerkvist               |
| 18303 -            | 1980 PU      | 6 tháng 8 năm 1980   | Kleť                   | Z. Vávrová                     |
| 18304 -            | 1981 DH1     | 28 tháng 2 năm 1981  | Siding Spring          | S. J. Bus                      |
| 18305 -            | 1981 DL1     | 28 tháng 2 năm 1981  | Siding Spring          | S. J. Bus                      |
| 18306 -            | 1981 EF9     | 1 tháng 3 năm 1981   | Siding Spring          | S. J. Bus                      |
| 18307 -            | 1981 ER10    | 1 tháng 3 năm 1981   | Siding Spring          | S. J. Bus                      |
| 18308 -            | 1981 EZ11    | 7 tháng 3 năm 1981   | Siding Spring          | S. J. Bus                      |
| 18309 -            | 1981 EV13    | 1 tháng 3 năm 1981   | Siding Spring          | S. J. Bus                      |
| 18310 -            | 1981 EJ16    | 1 tháng 3 năm 1981   | Siding Spring          | S. J. Bus                      |
| 18311 -            | 1981 EV16    | 6 tháng 3 năm 1981   | Siding Spring          | S. J. Bus                      |
| 18312 -            | 1981 EC19    | 2 tháng 3 năm 1981   | Siding Spring          | S. J. Bus                      |
| 18313 -            | 1981 EB23    | 2 tháng 3 năm 1981   | Siding Spring          | S. J. Bus                      |
| 18314 -            | 1981 EX27    | 2 tháng 3 năm 1981   | Siding Spring          | S. J. Bus                      |
| 18315 -            | 1981 ED37    | 11 tháng 3 năm 1981  | Siding Spring          | S. J. Bus                      |
| 18316 -            | 1981 EJ38    | 1 tháng 3 năm 1981   | Siding Spring          | S. J. Bus                      |
| 18317 -            | 1981 EM41    | 2 tháng 3 năm 1981   | Siding Spring          | S. J. Bus                      |
| 18318 -            | 1981 ET43    | 6 tháng 3 năm 1981   | Siding Spring          | S. J. Bus                      |
| 18319              | 1981 QS2     | 23 tháng 8 năm 1981  | La Silla               | H. Debehogne                   |
| 18320 -            | 1981 UJ28    | 24 tháng 10 năm 1981 | Palomar                | S. J. Bus                      |
| 18321 Bobrov       | 1982 UQ10    | 25 tháng 10 năm 1982 | Nauchnij               | L. V. Zhuravleva               |
| 18322 -            | 1982 VF5     | 14 tháng 11 năm 1982 | Kiso                   | H. Kosai, K. Hurukawa          |
| 18323              | 1983 RZ2     | 2 tháng 9 năm 1983   | La Silla               | H. Debehogne                   |
| 18324 -            | 1984 HA2     | 27 tháng 4 năm 1984  | La Silla               | La Silla                       |
| 18325 -            | 1984 SB2     | 29 tháng 9 năm 1984  | Kleť                   | A. Mrkos                       |
| 18326              | 1985 CV1     | 11 tháng 2 năm 1985  | La Silla               | H. Debehogne                   |
| 18327              | 1985 CX1     | 12 tháng 2 năm 1985  | La Silla               | H. Debehogne                   |
| 18328 -            | 1985 UU      | 20 tháng 10 năm 1985 | Kleť                   | A. Mrkos                       |
| 18329              | 1986 RY4     | 1 tháng 9 năm 1986   | La Silla               | H. Debehogne                   |
| 18330 -            | 1987 BW1     | 25 tháng 1 năm 1987  | La Silla               | E. W. Elst                     |
| 18331              | 1987 DQ6     | 24 tháng 2 năm 1987  | La Silla               | H. Debehogne                   |
| 18332 -            | 1987 ON      | 19 tháng 7 năm 1987  | Palomar                | E. F. Helin                    |
| 18333 -            | 1987 OV      | 19 tháng 7 năm 1987  | Palomar                | E. F. Helin                    |
| 18334 Drozdov      | 1987 RA3     | 2 tháng 9 năm 1987   | Nauchnij               | L. G. Karachkina               |
| 18335 San Cassiano | 1987 SC1     | 19 tháng 9 năm 1987  | Anderson Mesa          | E. Bowell                      |
| 18336 -            | 1988 LG      | 15 tháng 6 năm 1988  | Palomar                | E. F. Helin                    |
| 18337 -            | 1988 RB11    | 14 tháng 9 năm 1988  | Cerro Tololo           | S. J. Bus                      |
| 18338 -            | 1989 EP2     | 4 tháng 3 năm 1989   | Palomar                | E. F. Helin                    |
| 18339 -            | 1989 GM2     | 3 tháng 4 năm 1989   | La Silla               | E. W. Elst                     |
| 18340 -            | 1989 OM      | 29 tháng 7 năm 1989  | Lake Tekapo            | A. C. Gilmore, P. M. Kilmartin |
| 18341 -            | 1989 SJ5     | 16 tháng 9 năm 1989  | La Silla               | E. W. Elst                     |
| 18342              | 1989 ST9     | 16 tháng 9 năm 1989  | La Silla               | H. Debehogne                   |
| 18343 -            | 1989 TN      | 2 tháng 10 năm 1989  | Smolyan                | E. W. Elst                     |
| 18344 -            | 1989 TN11    | 2 tháng 10 năm 1989  | Cerro Tololo           | S. J. Bus                      |
| 18345 -            | 1989 UP4     | 22 tháng 10 năm 1989 | Kleť                   | Z. Vávrová                     |
| 18346              | 1989 WG      | 20 tháng 11 năm 1989 | Gekko                  | Y. Oshima                      |
| 18347 -            | 1989 WU      | 20 tháng 11 năm 1989 | Oohira                 | Oohira                         |
| 18348 -            | 1990 BM1     | 22 tháng 1 năm 1990  | Palomar                | E. F. Helin                    |
| 18349 Dafydd       | 1990 OV4     | 25 tháng 7 năm 1990  | Palomar                | H. E. Holt                     |
| 18350              | 1990 QJ2     | 22 tháng 8 năm 1990  | Palomar                | H. E. Holt                     |
| 18351              | 1990 QN5     | 29 tháng 8 năm 1990  | Palomar                | H. E. Holt                     |
| 18352 -            | 1990 QB8     | 16 tháng 8 năm 1990  | La Silla               | E. W. Elst                     |
| 18353 -            | 1990 QF9     | 16 tháng 8 năm 1990  | La Silla               | E. W. Elst                     |
| 18354              | 1990 RK5     | 15 tháng 9 năm 1990  | Palomar                | H. E. Holt                     |
| 18355              | 1990 RN9     | 14 tháng 9 năm 1990  | Palomar                | H. E. Holt                     |
| 18356              | 1990 SF1     | 16 tháng 9 năm 1990  | Palomar                | H. E. Holt                     |
| 18357              | 1990 SR2     | 18 tháng 9 năm 1990  | Palomar                | H. E. Holt                     |
| 18358              | 1990 SB11    | 16 tháng 9 năm 1990  | Palomar                | H. E. Holt                     |
| 18359 Jakobstaude  | 1990 TL7     | 13 tháng 10 năm 1990 | Tautenburg Observatory | L. D. Schmadel, F. Börngen     |
| 18360 Sachs        | 1990 TF9     | 10 tháng 10 năm 1990 | Tautenburg Observatory | F. Börngen, L. D. Schmadel     |
| 18361 -            | 1990 VN6     | 15 tháng 11 năm 1990 | La Silla               | E. W. Elst                     |
| 18362 -            | 1990 VX6     | 15 tháng 11 năm 1990 | La Silla               | E. W. Elst                     |
| 18363 -            | 1990 VW8     | 12 tháng 11 năm 1990 | La Silla               | E. W. Elst                     |
| 18364 -            | 1990 WF4     | 16 tháng 11 năm 1990 | La Silla               | E. W. Elst                     |
| 18365 Shimomoto    | 1990 WN5     | 17 tháng 11 năm 1990 | Geisei                 | T. Seki                        |
| 18366 -            | 1991 DG1     | 18 tháng 2 năm 1991  | Palomar                | E. F. Helin                    |
| 18367              | 1991 FS1     | 17 tháng 3 năm 1991  | La Silla               | H. Debehogne                   |
| 18368 Flandrau     | 1991 GZ1     | 15 tháng 4 năm 1991  | Palomar                | C. S. Shoemaker, D. H. Levy    |
| 18369 -            | 1991 LM      | 13 tháng 6 năm 1991  | Palomar                | E. F. Helin                    |
| 18370              | 1991 NS2     | 12 tháng 7 năm 1991  | Palomar                | H. E. Holt                     |
| 18371              | 1991 PH10    | 7 tháng 8 năm 1991   | Palomar                | H. E. Holt                     |
| 18372              | 1991 RF16    | 15 tháng 9 năm 1991  | Palomar                | H. E. Holt                     |
| 18373              | 1991 RQ16    | 15 tháng 9 năm 1991  | Palomar                | H. E. Holt                     |
| 18374              | 1991 RA18    | 13 tháng 9 năm 1991  | Palomar                | H. E. Holt                     |
| 18375              | 1991 RC27    | 13 tháng 9 năm 1991  | Palomar                | H. E. Holt                     |
| 18376 Quirk        | 1991 SQ      | 30 tháng 9 năm 1991  | Siding Spring          | R. H. McNaught                 |
| 18377              | 1991 SH1     | 28 tháng 9 năm 1991  | Siding Spring          | R. H. McNaught                 |
| 18378              | 1991 UX2     | 31 tháng 10 năm 1991 | Kushiro                | S. Ueda, H. Kaneda             |
| 18379 Josévandam   | 1991 VJ6     | 6 tháng 11 năm 1991  | La Silla               | E. W. Elst                     |
| 18380 -            | 1991 VZ8     | 4 tháng 11 năm 1991  | Kitt Peak              | Spacewatch                     |
| 18381 Massenet     | 1991 YU      | 30 tháng 12 năm 1991 | Haute Provence         | E. W. Elst                     |
| 18382 -            | 1992 EG22    | 1 tháng 3 năm 1992   | La Silla               | UESAC                          |
| 18383 -            | 1992 ER28    | 8 tháng 3 năm 1992   | La Silla               | UESAC                          |
| 18384 -            | 1992 ES28    | 8 tháng 3 năm 1992   | La Silla               | UESAC                          |
| 18385 -            | 1992 EG31    | 1 tháng 3 năm 1992   | La Silla               | UESAC                          |
| 18386 -            | 1992 EL35    | 2 tháng 3 năm 1992   | La Silla               | UESAC                          |
| 18387 -            | 1992 GN3     | 4 tháng 4 năm 1992   | La Silla               | E. W. Elst                     |
| 18388 -            | 1992 GX4     | 4 tháng 4 năm 1992   | La Silla               | E. W. Elst                     |
| 18389              | 1992 JU2     | 4 tháng 5 năm 1992   | La Silla               | H. Debehogne                   |
| 18390              | 1992 JD3     | 7 tháng 5 năm 1992   | La Silla               | H. Debehogne                   |
| 18391 -            | 1992 PO1     | 8 tháng 8 năm 1992   | Caussols               | E. W. Elst                     |
| 18392              | 1992 PT4     | 2 tháng 8 năm 1992   | Palomar                | H. E. Holt                     |
| 18393              | 1992 QB      | 19 tháng 8 năm 1992  | Siding Spring          | R. H. McNaught                 |
| 18394 -            | 1992 RR5     | 2 tháng 9 năm 1992   | La Silla               | E. W. Elst                     |
| 18395 Schmiedmayer | 1992 SH2     | 21 tháng 9 năm 1992  | Tautenburg Observatory | F. Börngen, L. D. Schmadel     |
| 18396 Nellysachs   | 1992 SN2     | 21 tháng 9 năm 1992  | Tautenburg Observatory | F. Börngen, L. D. Schmadel     |
| 18397              | 1992 SF14    | 28 tháng 9 năm 1992  | Palomar                | H. E. Holt                     |
| 18398 Bregenz      | 1992 SQ23    | 23 tháng 9 năm 1992  | Tautenburg Observatory | F. Börngen                     |
| 18399 -            | 1992 WK1     | 17 tháng 11 năm 1992 | Kitami                 | K. Endate, K. Watanabe         |
| 18400 -            | 1992 WY3     | 25 tháng 11 năm 1992 | Geisei                 | T. Seki                        |